# Richard Griffiths
Richard Thomas Griffiths OBE (Thornaby-on-Tees, 31 luglio 1947 – Coventry, 28 marzo 2013) è stato un attore britannico.

## Biografia
Figlio di genitori sordi (child of deaf adult), in giovane età imparò molto bene la lingua dei segni britannica (British Sign Language) per poter comunicare con loro. Sviluppò anche un orecchio per i dialetti che in seguito gli consentirà di interpretare diversi ruoli etnici. Durante l'infanzia tentò molte volte di scappare da casa. All'età di 15 anni interruppe gli studi e lavorò per qualche tempo come facchino, ma il suo datore di lavoro lo convinse a tornare a scuola. Qui decise di frequentare un corso di teatro allo Stockton & Billingham College, una decisione che avrebbe cambiato per sempre la sua vita.
Dopo essersi diplomato, Griffiths interpretò uno spot alla BBC Radio. Lavorò anche in piccoli teatri, qualche volta recitando e qualche volta dirigendo. Si guadagnò presto una buona reputazione come interprete di ruoli comici in opere shakespeariane, fornendo rappresentazioni esilaranti di Enrico VIII e di diversi altri personaggi come Falstaff in Le allegre comari di Windsor con la Royal Shakespeare Company.
Stabilitosi a Manchester, iniziò a ottenere ruoli principali in alcune commedie teatrali e ad apparire in televisione, per poi esordire nel cinema con It Shouldn't Happen to a Vet (1975). I suoi ruoli più conosciuti furono in pellicole di ambientazione sia contemporanee sia d'epoca, come Gorky Park (1983), Shakespeare a colazione (1987), Sua maestà viene da Las Vegas (1991), Cara, insopportabile Tess (1994), Il mistero di Sleepy Hollow (1999), Ballet Shoes (2007) e Pirati dei Caraibi - Oltre i confini del mare (2011).
Griffiths assurse a fama internazionale negli anni 2000 per la parte di Vernon Dursley, l'odioso zio babbano di Harry Potter, nell'omonima serie cinematografica. Oltre che per questo ruolo, diventò noto per la parte dell'ispettore Henry Crabbe, poliziotto disilluso e straordinario chef di trote, nella commedia poliziesca britannica Pie in the Sky (1994-1997). Fece un'apparizione prolungata nella versione della BBC One di Bleak House tratta dall'omonimo romanzo di Charles Dickens.
Morì il 28 marzo 2013, a 65 anni, in seguito alle complicanze dovute a un intervento chirurgico al cuore.

## Vita privata
Nel 1980 Griffiths sposò l'attrice irlandese Heather Gibson. La coppia non ebbe figli.

## Filmografia

### Cinema
- It Shouldn't Happen to a Vet, regia di Eric Till (1975)
- Breaking Glass, regia di Brian Gibson (1980)
- Superman II, regia di Richard Lester (1980)
- Momenti di gloria (Chariots of Fire), regia di Hugh Hudson (1981)
- La donna del tenente francese (The French Lieutenant's Woman), regia di Karel Reisz (1981)
- Ragtime, regia di Miloš Forman (1981)
- Britannia Hospital, regia di Lindsay Anderson (1982)
- Gandhi, regia di Richard Attenborough (1982)
- Gorky Park, regia di Michael Apted (1983)
- Greystoke - La leggenda di Tarzan, il signore delle scimmie (Greystoke: The Legend of Tarzan, Lord of the Apes), regia di Hugh Hudson (1984)
- Pranzo reale (A Private Function), regia di Malcolm Mowbray (1984)
- Shanghai Surprise, regia di Jim Goddard (1986)
- Shakespeare a colazione (Withnail and I), regia di Bruce Robinson (1987)
- Sua maestà viene da Las Vegas (King Ralph), regia di David S. Ward (1991)
- Una pallottola spuntata 2½ - L'odore della paura (The Naked Gun 2½: The Smell of Fear), regia di David Zucker (1991)
- Tutta colpa del fattorino (Blame It on the Bellboy), regia di Mark Herman (1992)
- Cara, insopportabile Tess (Guarding Tess), regia di Hugh Wilson (1994)
- Il commediante (Funny Bones), regia di Peter Chelsom (1995)
- Il mistero di Sleepy Hollow (Sleepy Hollow), regia di Tim Burton (1999)
- Vatel, regia di Roland Joffé (2000)
- Harry Potter e la pietra filosofale (Harry Potter and the Philosopher's Stone), regia di Chris Columbus (2001)
- Harry Potter e la camera dei segreti (Harry Potter and the Chamber of Secrets), regia di Chris Columbus (2002)
- Jeffrey Archer: The Truth, regia di Guy Jenkin (2002)
- The Brides in the Bath, regia di Harry Bradbeer (2003)
- Stage Beauty, regia di Richard Eyre (2004)
- Harry Potter e il prigioniero di Azkaban (Harry Potter and the Prisoner of Azkaban), regia di Alfonso Cuarón (2004)
- Guida galattica per autostoppisti (The Hitchhiker's Guide to the Galaxy), regia di Garth Jennings (2005) – voce
- Venus, regia di Roger Michell (2006)
- The History Boys, regia di Nicholas Hytner (2006)
- Harry Potter e l'Ordine della Fenice (Harry Potter and the Order of the Phoenix), regia di David Yates (2007)
- Racconti incantati (Bedtime Stories), regia di Adam Shankman (2008)
- Harry Potter e i Doni della Morte - Parte 1 (Harry Potter and the Deathly Hallows Part 1), regia di David Yates (2010)
- Pirati dei Caraibi - Oltre i confini del mare (Pirates of the Caribbean: On Stranger Tides), regia di Rob Marshall (2011)
- Hugo Cabret, regia di Martin Scorsese (2011)
- Private Peaceful, regia di Pat O'Connor (2012)
- Questione di tempo (About Time), regia di Richard Curtis (2013)

### Televisione
- Nobody's Perfect – serie TV (1980)
- Whoops Apocalypse – serie TV, 4 episodi (1982)
- Bird of Prey – serie TV, 4 episodi (1982)
- The Cleopatras – serie TV, 3 episodi (1983)
- Bird of Prey 2 – serie TV, 4 episodi (1984)
- Ffizz – serie TV (1987)
- A Kind of Living – serie TV, 15 episodi (1988-1990)
- Pie in the Sky – serie TV, 40 episodi (1994-1997)
- The Canterbury Tales – serie TV (1998)
- Gormenghast – miniserie TV (2000)
- Hope And Glory – serie TV, 2 episodi (2000)
- TLC – serie TV, 6 episodi (2002)
- Bleak House – serie TV, 2 episodi (2005)
- Ballet Shoes, regia di Sandra Goldbacher – film TV (2007)
- Episodes – serie TV, 1 episodio (2011)
- The Hollow Crown, regia di Thea Sharrock – miniserie TV, puntata 4 (2012)

### Radio
Fu la voce di Slartibartfast nell'adattamento radio di Life, the Universe and Everything

## Teatrografia parziale
- La dodicesima notte, Royal Shakespeare Theatre di Stratford-upon-Avon (1974)
- Misura per misura, Royal Shakespeare Theatre di Stratford-upon-Avon (1974)
- La tempesta, Royal Shakespeare Theatre di Stratford-upon-Avon (1974)
- Macbeth, Aldwych Theatre di Londra (1975)
- Romeo e Giulietta, Royal Shakespeare Theatre di Stratford-upon-Avon (1976)
- Troilo e Cressida, Royal Shakespeare Theatre di Stratford-upon-Avon (1976)
- La commedia degli errori, Royal Shakespeare Theatre di Stratford-upon-Avon (1976)
- Sogno di una notte di mezza estate, Royal Shakespeare Theatre di Stratford-upon-Avon (1976)
- Pene d'amor perdute, Royal Shakespeare Theatre di Stratford-upon-Avon (1978)
- Antonio e Cleopatra, Royal Shakespeare Theatre di Stratford-upon-Avon (1978)
- Enrico VIII, Royal Shakespeare Theatre di Stratford-upon-Avon (1982)
- Volpone, The Other Place di Stratford-upon-Avon (1983)
- Vita di Galileo, Almeida Theatre di Londra (1994)
- Lutero, National Theatre di Londra (2001)
- Gli studenti di storia, National Theatre di Londra (2001) e Broadhurst Theatre di Broadway (2006)
- Equus, Gielgud Theatre di Londra (2007)
- Equus, Broadhurst Theatre di Broadway (2008)
- Il vizio dell'arte, National Theatre di Londra (2009)

## Doppiatori italiani
Nelle versioni in italiano delle opere in cui ha recitato, Richard Griffiths è stato doppiato da:
- Paolo Lombardi in Pranzo reale, Tutta colpa del fattorino, Harry Potter e la pietra filosofale, Harry Potter e la camera dei segreti, Harry Potter e il prigioniero di Azkaban, Harry Potter e l'Ordine della Fenice, Racconti incantati, Harry Potter e i Doni della Morte - Parte 1, Pirati dei Caraibi - Oltre i confini del mare, Questione di tempo
- Silvio Anselmo ne La donna del tenente francese, Gandhi
- Giorgio Lopez in Sua Maestà viene da Las Vegas, TLC
- Bruno Alessandro in The History Boys, Hugo Cabret
- Marcello Mandò in Momenti di gloria
- Giancarlo Padoan in Shanghai Surprise
- Mario Maranzana ne Le allegre comari di Windsor
- Angelo Nicotra in Superman II
- Gianni Marzocchi in Shakespeare a colazione
- Franco Chillemi in Cara, insopportabile Tess
- Diego Reggente in Una pallottola spuntata 2 e 1/2 - L'odore della paura
- Vittorio Amandola in Vatel
- Riccardo Montanaro in Pie in the Sky
- Elia Iezzi ne L'asso della Manica
- Carlo Baccarini ne Il mistero di Sleepy Hollow
- Elio Pandolfi in Stage Beauty
- Michele Kalamera in Ballet Shoes

Da doppiatore è sostituito da:
- Maurizio Scattorin ne Il mondo incantato di Peter Coniglio (Sig. Jackson)
- Stefano Albertini ne Il mondo incantato di Peter Coniglio (Sir Isaac Newton)
- Sante Calogero ne Il mondo incantato di Peter Coniglio (Tolomeo Tartaruga)
- Vittorio Di Prima in Guida galattica per autostoppisti